# Spirit in the Sky
Spirit in the Sky – piosenka napisana i oryginalnie nagrana przez Normana Greenbauma, która wydana została w 1969 roku. W 1970 roku singiel wyróżniono złotą płytą. Na amerykańskiej liście Hot 100, publikowanej w czasopiśmie „Billboard”, nagranie dotarło do pozycji 3. (18 kwietnia 1970), a w końcoworocznym (1970) zestawieniu tego pisma uplasowało się na 22. miejscu. W 1970 roku singiel był numerem 1 w Wielkiej Brytanii (UK Singles Chart), Australii (7 tygodni) i Kanadzie („RPM”). Amerykańskie czasopismo „Rolling Stone” umieściło „Spirit in the Sky” na miejscu 341. listy 500 utworów wszech czasów (2011). Wersje utworu nagrane przez brytyjskich wykonawców Doctor and the Medics (1986) i Garetha Gatesa (2003) dotarły do 1. miejsca na UK Singles Chart.

## Wersja oryginalna
W tekście „Spirit in the Sky” jest kilka odniesień do Jezusa, mimo że Greenbaum jest Żydem. W 2006 roku w wywiadzie dla amerykańskiego dziennika „The New York Times” Greenbaum powiedział, że inspiracją do napisania utworu był Porter Wagoner, którego obejrzał w telewizji śpiewającego piosenkę gospel. Greenbaum stwierdził: „Pomyślałem «Tak, mógłbym to zrobić», nie wiedząc nic o muzyce gospel; więc usiadłem i napisałem własną piosenkę gospel. Łatwo poszło. Słowa napisałem w 15 minut”.
Przed napisaniem piosenki Greenbaum był członkiem psychodelicznego jug bandu Dr. West’s Medicine Show and Junk Band. Kiedy zespół się rozpadł muzyk zdobył solowy kontrakt z producentem Erikiem Jacobsenem dla wytwórni Reprise Records. Jacobsen współpracował wcześniej z formacją The Lovin’ Spoonful. Piosenkę umieszczono na debiutanckim albumie solowym Greenbauma. W artykule w „The New York Times” napisano, że w nagraniu utworu Greenbaum użył gitarę Fender Telecaster ze zintegrowanym fuzz boksem, dzięki czemu kompozycja zyskała charakterystyczny dźwięk gitary.
Ostatecznie utwór brzmiał jak „osobliwie frapująca” (oddly compelling) kombinacja muzyki gospel i hard rocka. Do nagrania piosenki zaproszono The Stovall Sisters, pochodzące z Oakland trio gospelowe, które wykonało partie wokalu wspierającego. Z uwagi na długość (prawie 4 minuty) i tekst utworu wytwórnia początkowo była niechętna by go wydać na singlu; jednak po tym jak sprzedaż dwóch poprzednich singli z albumu okazała się zbyt niska, zdecydowano się tę piosenkę wydać. „Spirit in the Sky” stała się światowym przebojem i była wówczas najlepiej sprzedającym się singlem w historii wytwórni Reprise (wydającej płyty m.in. Franka Sinatry i zespołu The Kinks).
Greenbaum powiedział o tej piosence: „Brzmi ona równie świeżo dziś jak wtedy kiedy była nagrywana. Otrzymywałem listy od przedsiębiorców pogrzebowych, którzy twierdzili, że piosenka jest drugim najczęściej zamawianym utworem do odegrania podczas ceremonii pogrzebowych, za «Danny Boy»”.

### Listy przebojów
| Kraj | Lista                  | Pozycja |
| ---- | ---------------------- | ------- |
| AU   | Kent Music Report      | 1       |
| AT   | Ö3 Austria Top 40      | 4       |
| BE   | Ultratop 50 (Flandria) | 2       |
| CA   | „RPM” Top Singles      | 1       |
| DE   | Top-10-Singles         | 1       |
| IE   | Singles Chart          | 1       |
| NL   | Nederlandse Top 40     | 4       |
| NL   | Single Top 100         | 3       |
| NO   | VG-lista               | 2       |
| CH   | Singles Top 10         | 4       |
| GB   | UK Singles Chart       | 1       |
| US   | Hot 100                | 3       |
| US   | „Cash Box” Top 100     | 1       |

| Kraj | Lista               | Pozycja |
| ---- | ------------------- | ------- |
| CA   | „RPM” Top Singles   | 19      |
| US   | „Billboard” Hot 100 | 22      |
| US   | „Cash Box”          | 1       |

## Covery
- 1985: Nina Hagen (album In Ekstasy; w wersji niemieckojęzycznej tytuł utworu: „Gott in Himmel”)[28],
- 1986: Doctor and the Medics (Wielka Brytania: #1)[11],
- 2003: Gareth Gates with The Kumars (Wielka Brytania: #1)[12].